# Ignacy Krasicki
Ignacy Błażej Franciszek Krasicki (Dubiecko, 3 febbraio 1735 – Berlino, 14 marzo 1801) è stato un arcivescovo cattolico polacco, arcivescovo di Gniezno e primate di Polonia, principe vescovo di Varmia e ultimo amministratore apostolico della diocesi di Sambia, intellettuale ed erudito del secolo dei Lumi, autore della seconda enciclopedia polacca sotto il titolo Zbiór potrzebniejszych wiadomości, porządkiem alfabetu ułożonych (Vol. 1-2, Varsavia-Leopoli 1781), scrittore, pubblicista e soprattutto notevole poeta, chiamato "principe dei poeti polacchi".

## Biografia
Discendente da una famiglia aristocratica decaduta, Krasicki fu destinato alla carriera ecclesiastica: studiò dapprima presso i Gesuiti a Leopoli e successivamente al seminario di Varsavia (1751-54). Ordinato sacerdote nel 1759 continuò la sua educazione a Roma (1759-61). Cappellano di corte dell'ultimo sovrano polacco, Stanislao II Augusto Poniatowski, divenne vescovo di Varmia all'età di soli 32 anni e membro del Senato polacco. Nel 1795, dopo che nel 1772 il territorio della sua diocesi era stato annesso alla Prussia di Federico II, con il quale peraltro Krasicki intrattenne ottimi rapporti, Ignacy Krasicki fu nominato arcivescovo di Gniezno e primate di Polonia.

## Opere
L'opera letteraria di Krasicki, prodotta per la maggior parte dal 1776 al 1786, è molto varia: scrisse poesie, commedie, poemi eroicomici, articoli di giornale, biografie, satire, favole, saggi morali, un trattato di estetica, un trattato universale della poesia e perfino romanzi. Ha tradotto in lingua polacca Plutarco, Luciano di Samosata e i Canti di Ossian.
Iniziò l'attività letteraria all'età di 40 anni con due poemi eroicomici: Myszeidos ("La sorceide", 1775) e Monachomachia ("Guerra di Monaci", 1778). La prima è considerata un'allegoria della Polonia, sullo sfondo della Polonia arcaica di Popiel; ebbe successo soprattutto la canzone IX di Myszeidos, Święta miłości kochanej ojczyzny (Amore sacro di un Paese amato). La Monachomachia è invece una feroce satira contro i monaci ignoranti e dissoluti. La satira di religiosi da parte di un loro superiore suscitò polemiche alle quali Krasicki rispose con una Antymonachomachia.
Scrisse il primo romanzo polacco, Mikołaja Doświadczyńskiego przypadki: scritto sotto forma di diario è diviso in tre parti, la seconda delle quali parla di un'isola immaginaria, l'isola di Nipu, abitata da una comunità che vive ispirata dai valori ideali di una vita semplice; gli avvenimenti trasformano il protagonista da aristocratico retrogrado e ignorante in uomo saggio e illuminato. "Le avventure di Niccolò d'Esperientis" è un romanzo influenzato sia da Voltaire che da Rousseau, è il resoconto di una società perfetta. Meno riuscito è l'altro romanzo Pan Podstoli ("Il signor Podstoli)", pubblicato postumo nel 1803. Nei romanzi di Krasicki è evidente l'influsso dei letterati inglesi del XVIII secolo; per es., nel primo romanzo sono molto evidenti le analogie col racconto filosofico The History of Rasselas, prince of Abyssinia di Samuel Johnson.
Le cose migliori di Krasicki sono le Satire (Satyry, 1779) e le Favole (Bajki i Przypowieści, 1779). Nelle ventuno Satire  Krasicki critica, talora aspramente, ma per lo più con bonaria indulgenza e spirito di comprensione, la società e i costumi contemporanei: l'ubriachezza, la saccenteria, la moda femminile, ecc.. Lo stesso spirito critico, unito alla versificazione perfetta, si nota nelle Favole. La prima raccolta, Bajki i Przypowieści (Favole e Racconti) è del 1779, la seconda, Bajki nowe (Nuove favole) fu pubblicata postuma nel 1802; comprese quelle trovate successivamente, le favole di Krasicki sono in tutto 88.

## Genealogia episcopale e successione apostolica
La genealogia episcopale è:
- Cardinale Scipione Rebiba
- Cardinale Giulio Antonio Santori
- Cardinale Girolamo Bernerio, O.P.
- Arcivescovo Galeazzo Sanvitale
- Cardinale Ludovico Ludovisi
- Cardinale Luigi Caetani
- Cardinale Ulderico Carpegna
- Cardinale Paluzzo Paluzzi Altieri degli Albertoni
- Papa Benedetto XIII
- Papa Benedetto XIV
- Papa Clemente XIII
- Cardinale Antonio Eugenio Visconti
- Arcivescovo Ignacy Błażej Franciszek Krasicki

La successione apostolica è:
- Vescovo Konstanty Sosnowski, O.S.P.P.E. (1767)
- Vescovo Giovanni Nepomuceno Carlo di Hohenzollern-Hechingen (1778)